# Aradan
Aradan (persiska: آرادان) är en ort som ligger i nära staden Garmsar, i provinsen Semnan i centrala Iran. Folkmängden uppgår till cirka 6 000 invånare. Här föddes Mahmoud Ahmadinejad, som var landets president 2005-2013.